# Манастир Драгаљевац
Манастир Драгаљевац је женски манастир Српске православне цркве, налази се у селу Горњи Драгаљевац, општина Бијељина, Република Српска (БиХ). Припада Зворничко-тузланској епархији Српске православне цркве.
Старешина манастира од 2008. године је игуманија Теодора Томић, са сестринством.

## Положај манастира
У мјесту Горњи Драгаљевац, приближно на пола пута између Брчког и Бијељине постојала је црква још од давнина. Данашњи манастир се налази на 9 км од магистралног пута Бијељина—Брчко—Бања Лука и удаљен је 27 км од Брчког, 23 км од Бијељине и 9 км од Угљевика. Сматра се да је садашња манастирска црква четврта по реду, а да су прве три биле тзв. брвнаре по угледу на тадашње цркве, које су се могле срести у Србији.
Првобитне три су биле на готово идентичним локацијама, тј. југоисточно од данашње цркве на мјестима гдје су вјешто скриване од друмова и турских погледа.

## Народно предање
Према народном предању, када је трећа по реду црква-брвнара временом дотрајала и требало је градити нову, на мјесту данашње цркве, готово свакодневно проналажена је једна даска. Сматрало се да је та даска била дио пријашњих цркава, а мјесто на коме је нађена управо локација на коме је воља Божија одредила гдје треба градити нову цркву. С обзиром да су првобитне три рађене у тзв. „ћерпове“ и биле од дрвета сам вијек трајања и служења у њима био је ограничен. Стога, четврта црква је зидана и датира из периода 1908—1909. године.

## Прошлост манастира
О датирању првобитних цркава нема званичних писаних трагова, али се сматра да датирају још из далеке 1310. године. Наиме у самој црквеној порти манастирске цркве налази се олтарски камен на коме пише да је од првобитне цркве из 1310. године. Овај олтарски камен пронашла је хаџи игуманија Екатарина са сестрама, фебруара 1992. године.

## Манастирска црква
Садашња манастирска црква, дакле, датира из 1909. године, а само прикупљање прилога почело је 1895. године за вријеме службовања свештеника оца Ђоке Захарића.
Пројекат нове цркве урадио је пројектант Милош Миладиновић из Сарајева 1908. године. Почетак градње и освећење темеља такође су обиљежиле ту годину, а за вријеме службовања свештеника Јове Поповића. Цркву је градио као главни мајстор Иван Тон.
Током цијеле градње цркве треба напоменути да је постојала успјешна сарадња између свештеника, црквеног одбора и тадашњег котарског уреда у Бијељини, који су у више наврата помогли овај храм. Тако је овај исти уред 31. децембра 1909. године издао сагласност да се за ову цркву прикупе прилози и из околних градова: Зворника, Бијељине, Брчког и Тузле.
Комплетно манастирско подручје, могло би се рећи да је представљало гробље још од римског доба, па се стога овде налазе и бројни стећци. Ту је и гроб првог учитеља овог краја Данила Благојевића из 1853. године.
Манастирски храм је освећен 21. септембра на Малу Госпојину 1909. године, а освећење је извршило Његово високопреосвештенство митрополит Евгеније Летица уз саслужење бројног свештенства. Црква је посвећена Светим апостолима Петру и Павлу, а манастир Светом архангелу Гаврилу.
На тај дан, 26. јула (Сабор Светог архангела Гаврила), углавном долази Његово преосвештенство владика зворничко-тузлански господин Василије и служи свету архијерејску литургију.
Први кум био је Милош Јовичић, трговац из Бијељине који је том приликом приложио 150 круна.
Поред цркве налази се и стара кућа која према подацима у љетопису датира из турског доба. Служила је као конак и окрепљење за вјернике који су долазили из даљине, те се у то вријеме у народу звала „механа“. То све потврђује да су још од давнина овај манастир посјећивали вјерни из разних крајева али свједочи и искрену жељу ондашњих мјештана да временом ова духовна светиња прерасте у манастир, те стога и изградише ову кућу која је била у функцији конака.
Интересантно је да су ријетко у прошлости поред ове цркве живјели свештеници, углавном су долазили и опслуживали из околних мјеста до 1969. године. У доба Турака овдје су живјели монаси који су једино овдје могли да пронађу молитвени мир и заштиту од турских напада. Значајно је поменути да су послије октобарске револуције у ове крајеве дошли протјерани руски свештеници Василије јурченко и Василије Стрилчек. Обојица су једно вријеме службовали у Драгаљевцу, мада се тачна година и интервал службовања са сигурношћу не могу навести.
Рад на новоизграђеном (садашњем) парохијском дому почео је 1975. године и од усељења па до данас у њему борави драгаљевачки свештеник.
Жељезно-бетонска ограда око храма и парохијског дома постављена је 1980. године. Те исте године 21. септембра (Мала Госпојина), према подацима у манастирском љетопису, Његово Преосвештенство епископ зворничко-тузлански господин Василије, служио је свету архијерејску Литургију уз саслужење бројних свештеника и пјевање Првог београдског пјевачког друштва. Како се наводи, љепше и величанственије славље није забиљежено од када постоји евиденција у манастирском љетопису.
Током 1982. године прибављена су средства а затим и бакар за прекривање храма. Прекривање је повјерено мајсторима из Коцељеве, који су у рекордном року извели радове, тако да је већ 26. јула на дан манастирске славе, Сабора Светог архангела Гаврила и званично прослављено прекривање храма бакром.
И том приликом на велики сабор овог краја и православних вјерника гостовао је „Хор младих“ из Београда. Од 1985. године црква у Драгаљевцу је званично проглашена манастиром. Данас у манастиру живе монахиње: Игуманија Теодора, Марина, Варвара, Ангелина и Параскева.

## Архитектура
Као што је већ наведено, пројекат цркве урадио је пројектант Милош Миладиновић из Сарајева 1908. године. Укупна висина цркве је 22,5 m, дужина 19,85 m (4,25 m олтар), а ширина 14,20 m (љетопис игуманије Екатарине).
Патос цркве, према наводима оца Лазара, представља имитацију патоса цркве Свете Софије у Цариграду, што говори да се од самог почетка градње овог светог храма водило рачуна да то буде што квалитетније и по узору на познате и знамените храмове. Манастирска црква тј. њена лађа је крстоликог облика, а комплетан храм рађење у духу српско-византијског стила градитељства. Поједини дијелови унутрашњости као нпр. галерија и плафон подсјећају на одлике барока.

## Умјетност
Иконостас датира из 1908. године, и дјело је радионице Николе Ивковића из Новог Сада. Иконостас се састоји од 54 иконе, а комплетно је урађен у духу реализма.
Веома интересантно зидно сликарство, као ријетко у сеоским црквама тадашњег времена, осликао је Карло Мацек (Чех) 1954. године.
Звона на садашњој цркви су израђена у творници у Темишвару и према ријечима оца Лазара надалеко су најчувенија звона у околини.
Интересантан је податак мјештана који наводе да звона својом снагом и акустиком успјешно „разбијају“ временске неприлике када се надвију над ове крајеве, те готово никад град не направи штету у селу, док у околним мјестима усјеви скоро редовно страдају.